# Marcos Montero
 Marcos Raúl Montero Álvarez (Santa Cruz de la Sierra, Bolivia; 19 de septiembre de 1970-ibidem; 30 de septiembre de 2020) fue un periodista, locutor de radio y presentador de televisión boliviano.

## Biografía
Marcos Montero nació un 19 de septiembre de 1970 en la ciudad de Santa Cruz de la Sierra. Comenzó sus estudios escolares en 1976, saliendo bachiller en su ciudad natal el año 1988. Comenzó su vida laboral trabajando inicialmente como locutor de radio en la Radio Antena Uno de Santa Cruz.
Ingresó a estudiar la carrera de comunicación en la Universidad Católica Boliviana, titulándose como periodista de profesión, realizó también un posgrado en periodismo en la Universidad Privada Tecnológica de Santa Cruz (UTEPSA).

### Red Uno (1997-2020)
En 1997, siendo todavía un joven de 27 años de edad, Marcos Montero ingresó a trabajar a la Red UNO inicialmente como reportero, luego presentador de televisión, después como jefe de contenidos y ya finalmente como jefe de prensa a nivel nacional de la Red UNO.
El 17 de diciembre de 2010, fue galardonado con el "Premio BISA al Periodismo".
El 22 de abril de 2017, el periodista Marcos Montero fue invitado por la empresa Promociones Gloria, a formar parte como jurado en el Miss Santa Cruz 2017.
El 29 de abril de 2020, se despidió de las pantallas de su casa televisiva donde había trabajado durante 23 años de su vida.

### Fallecimiento
El 25 de mayo de 2020, se conoció ante la opinión pública sobre el delicado estado de salud del periodista Marcos Montero, debido a que había contraído el Coronavirus y se encontraba  internado en un hospital. Ante la extrema urgencia de su delicada salud, los colegas periodistas de su medio televisivo solicitaron ayuda a todo el país, para lograr que una persona recuperada del Covid 19 done su plasma, para implantárselo a Marcos Montero. Después de haber estado por varios meses internado en el hospital, Marcos Montero lamentablemente falleció en la madrugada del 30 de septiembre de 2020 a la 01:00 a. m. a los 50 años de edad.